# Värttinä
Värttinä («Варттина», фінською — «веретено») — фінський фолк-гурт, який виконує народні пісні угро-фінських народів: фінів, карел, іжори, мордви, марійців, саамів, естонців і сету.

## Історія
«Вярттиня» була заснована в 1983 році сестрами Сарі і Марі Каасинен і їх матір'ю Пиркко в невеликому містечку Ряяккюля (Північна Карелія). Вони виконували переважно карельські народні пісні в новому аранжуванні. Спочатку до складу групи входила 21 людина. 1987 року вони випустили свій перший альбом; другий альбом — «Musta Lindu» («Чорний птах») з'явився в 1989-му: до нього увійшли, переважно, марійські пісні, зібрані Сарі Каасинен. Після другого альбому склад групи скоротився: її залишила молодь і з'явилося кілька професійних музикантів, а репертуар, навпаки, розширився — з'явилися естонські, іжорські, саамські мелодії. Після концертів у Росії з'явився новий альбом — «Oi Dai» (1991), а «Seleniko» (1992) забезпечив «Варттині» міжнародний успіх: був знятий перший кліп на пісню «Pihi Neito» («Серйозна дівчина»). Наступні альбоми — «Aitara» (1994), «Kokko» (1996), «Vihma» (1998) закріпили популярність групи серед любителів фолк-музики в усьому світі: група відвідала з концертами Польщу, Ірландію, США, Канаду, Японію та багато інших країн. Особливо високу оцінку критиків отримав оснований на карельській народній творчості альбом «Ilmatar» («Діва повітря», 2000). 6 грудня 2000 року в Гельсінкі був записаний живий концерт «6. 12», куди увійшли найпопулярніші пісні («Pihi neito, Outona Omilla Mailla, Seelinnikoi» та інші). До цього часу склад групи істотно змінився, проте напрямок залишився колишнім. Альбом «Iki» (2003) вийшов у Європі, США і Японії. У 2003—2004 роках «Варттина» брала участь в роботі над мюзиклом «Володар перснів». Альбом «Miero» («Знедолений», 2006), що вийшов після цього, деякі оглядачі назвали «дивним» і «страшним», від нього нібито віє «первісною отрутою». «Співаючи такі рядки, як „моя ненависть сочиться кров'ю, мій біль ріже, проклинає, заливає гноєм“ музиканти немов закликають на битву з орками», — писала «Таймс». 2007 року «Варттина» випустила ювілейний 12-й альбом — «„25“», який містить найкращі пісні з попередніх альбомів, а також матеріал, що раніше не випускався.

## Поточний склад
- Марі Каасинен (вокал)
- Сузан Ахо (вокал)
- Каролііна Кантелінен (вокал)
- Матті Калліо (акордеон, клавішні, гармонь)
- Ханну Рантанен (бас-гітара)
- Мікко Хассинен (ударні)

## Дискографія

### Студійні альбоми
- Värttinä (1987)
- Musta Lindu (1989)
- Oi dai (1991)
- Seleniko (1992)
- Aitara (1994)
- Kokko (1996)
- Vihma (1998)
- Ilmatar (2000)
- iki (2003)
- Miero (2006)
- Utu (2012)

### Збірники
- Double Life (2002) (2 CD)
- Snow Angel (2005)
- 25 (2007) — (Ювілейний збірник до 25-річчя групи)

### Живі виступи
- 6. 12. (2001) (Запис концерту в Гельсінкі 6 грудня 2000 року)

### Сингли
- 1991 (вініл): Marilaulu, Oi Dai (альбом Oi Dai 1991)
- 1991 (вініл): Miinan Laulu, Vot Vot Ja Niin Niin (альбом Oi Dai 1991)
- 1992 : Miinan Laulu (Evinrudemix), Kiiriminna (Ethnomix), Kiiriminna (Radiomix)
- 1992: Kylä Vuotti Uutta Kuuta, Seelinnikoi (альбом Seleniko 1992)
- 1993: Pihi Neito, Matalii ja Mustii (альбом Seleniko 1992)
- 1994: Tumala, Travuska (альбом Aitara 1994)
- 1995: Mie Tahon Tanssia, Kannunkaataja (альбом Aitara 1994)
- 1996: Tuulilta Tuleva, Kokko (альбом Kokko 1996), Yötulet (альбом Aitara 1994)
- 1996: Ottajat, Tuulilta Tuleva (альбом Kokko 1996)
- 1997: Omani (Radio Edit), Omani (Album Edit), Halla (альбом Kokko 1996)
- 1998: Emoton (albumilta Vihma 1998)
- 2000: Sanat, Äijö (альбом Ilmatar 2000)
- 2002: Nahkaruoska, Tumma (альбом iki 2003)
- 2003: Tuulen Tunto (radio edit) (альбом iki 2003)
- 2006: Riena (альбом Miero 2006)

### DVD
- Värttinä — Archive Live, 2006 (включає 45-хвилинний запис концерту 2003 року, 15 кліпів, рідкісні записи, інтерв'ю, дискографію і біографії учасників групи).